# Толчестер (Меріленд)
Толчестер (англ. Tolchester) — переписна місцевість (CDP) в США, в окрузі Кент штату Меріленд. Населення — 297 осіб (2020).

## Географія
Толчестер розташований за координатами 39°13′6″ пн. ш. 76°13′50″ зх. д. / 39.21833° пн. ш. 76.23056° зх. д. (39.218259, -76.230445).  За даними Бюро перепису населення США в 2010 році переписна місцевість мала площу 1,60 км², з яких 1,58 км² — суходіл та 0,01 км² — водойми.

## Демографія
Згідно з переписом 2010 року, у переписній місцевості мешкало 329 осіб у 142 домогосподарствах у складі 101 родини. Густота населення становила 206 осіб/км².  Було 221 помешкання (139/км²).
Расовий склад населення:
| - 94,8 % — білих - 3,6 % — чорних або афроамериканців - 0,3 % — азіатів |

До двох чи більше рас належало 0,9 %. Частка іспаномовних становила 0,9 % від усіх жителів.
За віковим діапазоном населення розподілялося таким чином: 16,1 % — особи молодші 18 років, 60,8 % — особи у віці 18—64 років, 23,1 % — особи у віці 65 років та старші. Медіана віку мешканця становила 50,2 року. На 100 осіб жіночої статі у переписній місцевості припадало 105,6 чоловіків;  на 100 жінок у віці від 18 років та старших — 106,0 чоловіків також старших 18 років.
Середній дохід на одне домашнє господарство  становив 68 734 долари США (медіана — 62 708), а середній дохід на одну сім'ю — 64 680 доларів (медіана — 62 708). 
Цивільне працевлаштоване населення становило 122 особи. Основні галузі зайнятості: науковці, спеціалісти, менеджери — 23,0 %, освіта, охорона здоров'я та соціальна допомога — 23,0 %, будівництво — 15,6 %, сільське господарство, лісництво, риболовля — 10,7 %.